# Enoploctenus pedatissimus
Enoploctenus pedatissimus är en spindelart som beskrevs av Embrik Strand 1909. 
Enoploctenus pedatissimus ingår i släktet Enoploctenus och familjen Ctenidae. Inga underarter finns listade i Catalogue of Life.